# Falaises de craie sur l'île de Rügen
Falaises de craie sur l'île de Rügen (connu aussi sous le nom Falaises de craie à Rügen, en allemand Kreidefelsen auf Rügen) est un tableau du peintre romantique allemand Caspar David Friedrich. C’est une huile sur toile d'une dimension de 90,5 × 71 cm, qui appartient au musée Museum Oskar Reinhart am Stadtgarten à Winterthour. Le tableau a été composé vers 1818.

## Contexte
En 1818, C.D. Friedrich épouse Christiane Caroline Bommer, de 25 ans plus jeune que lui. Lors de leur lune de miel en juillet et août 1818, ils rendent visite à des connaissances à Neubrandenbourg et à Greifswald. Puis le couple part pour une excursion à Rügen en compagnie d'un des frères de Caspar David, sans qu'on sache s'il s'agit de Christian ou de Heinrich.
C.D. Friedrich est venu à Rügen à six reprises : en 1801, 1802, 1806, 1815, 1818 et 1826.

## Composition et interprétation de l'œuvre

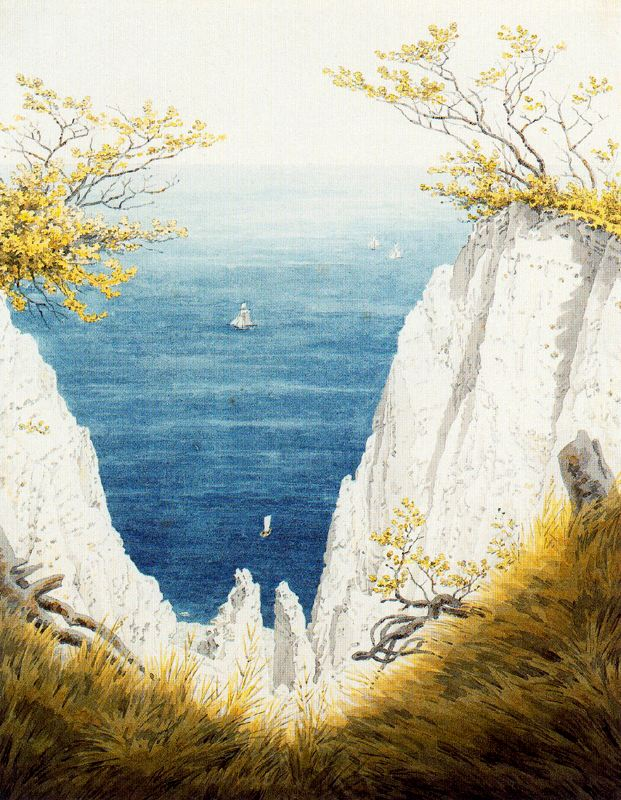
Une aquarelle de C.D. Friedrich sur le même thème (1824),, Museum der bildenden Künste, Leipzig.

Les lieux représentés sont une vue depuis les falaises de craie à Rügen dans le parc national de Jasmund, déjà à l'époque un des points de vue les plus renommés de l'île. Il a été affirmé que les Wissower Klinken (de), une déformation calcaire, étaient à l'origine de la composition du tableau, mais celles-ci n'existaient pas à l'époque, n'étant apparues qu'après par l'action de l'érosion. C.D. Friedrich ayant eu l'habitude de composer ses paysages à partir de divers éléments, il est généralement difficile de déterminer un lieu précis.
Le premier plan est délimité par deux arbres dont le feuillage occupe en haut un tiers du tableau. Deux hommes et une femme contemplent le paysage, ce sont des touristes car ils sont en habit de ville.
L'homme maigre au milieu est considéré comme un autoportrait de C.D. Friedrich. Le chapeau haut-de-forme est posé à côté de lui, il est allongé dans l'herbe et son regard se dirige vers l'abîme.
Le second homme à droite, bras croisés et adossé à un arbre mourant, a le regard tourné vers la mer et le lointain. Les deux voiliers visibles à la mer seraient selon H. Börsch-Supan le symbole de l'âme qui part pour la vie éternelle.
La femme à gauche, habillée d'une robe rouge, est interprétée comme représentant Caroline, l'épouse de C.D. Friedrich. Elle se tient à un buisson presque desséché, les seules branches pourvues de feuilles sont celles autour de son visage. Sa main droite pointe soit vers l'abîme, soit vers les fleurs non loin d'elle. À la différence des deux autres personnages dont le regard s'oriente vers le précipice ou vers le lointain, elle est la seule à communiquer avec les autres, bien qu'il ne soit pas déterminé si elle est terrifiée par l'abîme ou fascinée par la beauté de la nature.
L'historien d'art Helmut Börsch-Supan interprète les couleurs des vêtements des personnages comme suit : le bleu (personnage du milieu) renvoie à la foi ; le rouge (personnage de gauche) à l'amour ; le vert (personnage de droite) à l'espérance. Ces trois couleurs représenteraient les vertus théologales : croyance, espérance et amour. Il considère le tableau comme une représentation du rapport que Carl David Friedrich entretient à la mort et à la fragilité de la vie, « plus visible qu'on ne l'avait vue chez lui, mais aussi d'une manière plus gaie, rare chez lui. » (« deutlich [...] wie kaum zuvor, zugleich aber auch in einer selten heiteren Stimmung »).

## Croquis datés du 11 août 1815

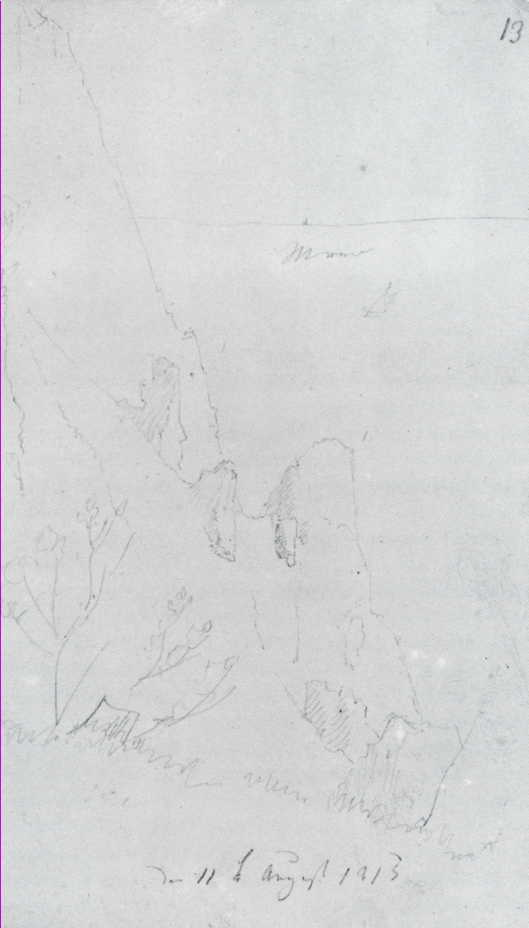
Feuillet 13 (Hinz 647)
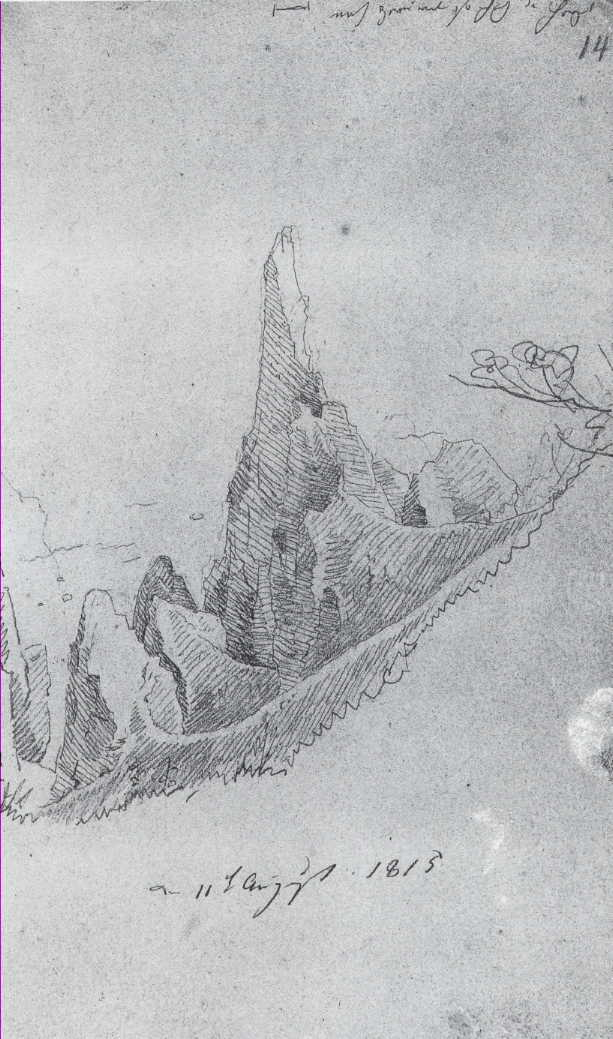
Feuillet 14 (Hinz 648)

## Postérité
Le tableau fait partie des « 105 œuvres décisives de la peinture occidentale » constituant le musée imaginaire de Michel Butor.

## Sources

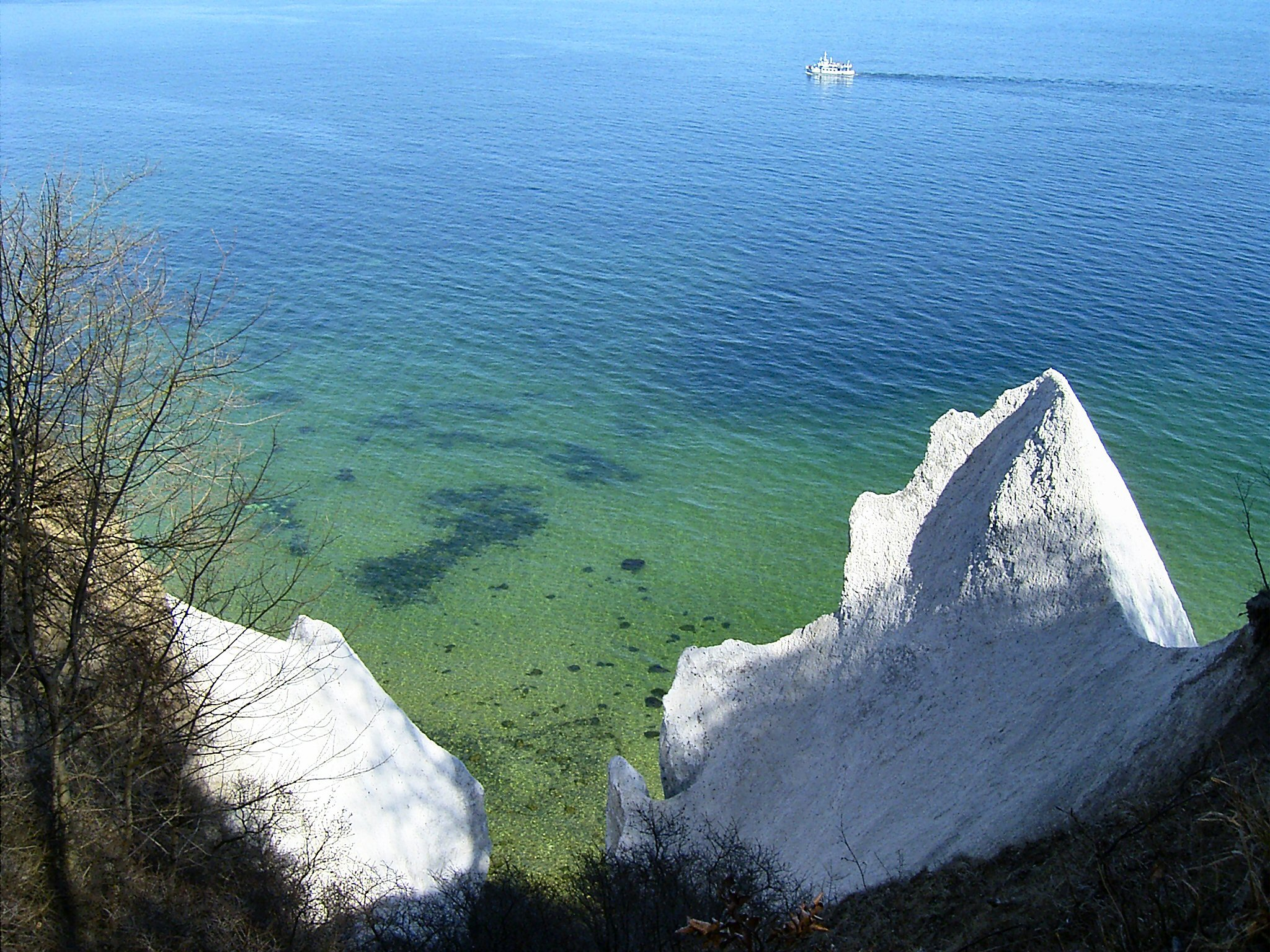
, érosion calcaire à Rügen, avril 2004.

- (en) Cet article est partiellement ou en totalité issu de l’article de Wikipédia en anglais intitulé « Chalk Cliffs on Rügen » (voir la liste des auteurs).

- (de) Cet article est partiellement ou en totalité issu de l’article de Wikipédia en allemand intitulé « Kreidefelsen auf Rügen » (voir la liste des auteurs).